# جورج كوك (رسام)
جورج كوك (بالإنجليزية: George Cooke)‏ هو رسام أمريكي، ولد في 1793 في مقاطعة سانت ماري في الولايات المتحدة، وتوفي في 1849 في نيو أورلينز في الولايات المتحدة بسبب كوليرا.